# Lanovke
Lanovke (znanstveno ime Linaceae) je družina rastlin iz reda Malpighiales.

## Opis
Cvet lanovk je po večini pentameričen, le redko pa tudi tetrameričen in ima le en obroč prašnikov, drugi  pa je zakrnel. Listi so enostavni in so na rastline po večini nameščeni premenjalno, semenska lupina pa vsebuje sluz.

## Poddružine in rodovi
Družino sestavlja okoli 250 vrst v 14 rodovih, od katerih je največji rod Linum, ki vsebuje med 180 in 200 vrst. Družino sestavljata dve poddružini, Linoideae, ki uspevajo v zmernem podnebju ter Hugonioideae, ki uspevajo v tropih (in jih včasih uvrščajo v samostojno družino Hugoniaceae).
Rodovi v poddružini Linoideae:
- Anisadenia
- Cliococca
- Hesperolinon
- Linum
- Radiola
- Reinwardtia
- Sclerolinon
- Tirpitzia

Rodovi v poddružini Hugonioideae (Hugoniaceae):
- Durandea
- Hebepetalum
- Hugonia
- Indorouchera
- Philbornea
- Roucheria

Po starem Cronquistovem sistemu klasificiranja kritosemenk je družina lanovk spadala v svoj red Linales. Sodobni klasifikacijski sistem jo uvršča v red Malpighiales.